# Simonie

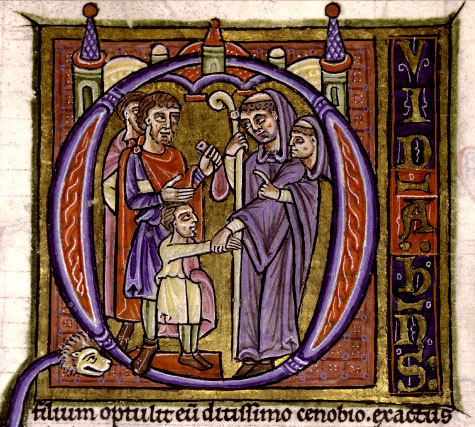
Abt die simonie pleegt, op een miniatuur uit de 12e eeuw

Simonie bedrijven is het uit winstbejag verhandelen van geestelijke goederen of ambten. In engere zin gaat het hier voornamelijk over geestelijke ambten, als tegenhanger van de wereldlijke ambtenverkoop. In bredere zin is simonie bedrijven ook het verkopen van heilige zaken. Simonie ging vaak gepaard met omkoperij en kan als zodanig gezien worden als een vorm van corruptie, die in de geschiedenis van de Kerk voornamelijk in de middeleeuwen is voorgekomen. Deze praktijk werd een thema van de Investituurstrijd.
De uitdrukking is genoemd naar Simon de tovenaar. Deze tovenaar zag hoe apostel Petrus door handoplegging de Geest aan mensen kon geven. Hij vroeg aan Petrus hoeveel geld hij wilde hebben voor dit 'kunstje'. Petrus bestrafte Simon in niet malse bewoordingen (Handelingen 8:18-24).
In de eerste drie eeuwen van het christendom kwam simonie nauwelijks voor, maar de Kerk werd er vanaf de 4e eeuw mee geconfronteerd, naarmate haar invloed en rijkdom stegen. De eerste veroordeling van simonie is vastgelegd in het tweede canon van de besluiten van het Concilie van Chalcedon in 451.
De Kerk heeft het verkopen van een wijding of een ambt verboden in talrijke conciliaire bepalingen uit de 4e tot de 8e eeuw. In de middeleeuwen (9e en 10e eeuw) kwam het echter in vele verschijningsvormen voor. Deze vormen van simonie werden in de 11e en 12e eeuw streng bestreden tijdens de Gregoriaanse hervorming (ca. 1049 tot 1122). Ook tijdens de Katholieke Reformatie (Concilie van Trente, 1545-1563) en in de Codex Iuris Canonici van 1917 en van 1983 werden bepalingen opgenomen tegen simonie. Er wordt een uitzondering gemaakt op de regel dat een kerkelijke benoeming ongeldig zou zijn wanneer er simonie gepleegd wordt, voor de Stoel van Petrus zelf: het pausschap wordt ook indien er onregelmatigheden bij de verkiezing hebben plaatsgevonden geldig verkregen. De schuldigen worden in dit geval wel latae sententiae geëxcommuniceerd.
Ook de kerken van de Reformatie hebben simonie steeds krachtig bestreden. Luther keerde zich tegen het verkopen van ambten en sinecures. Richard Simon verwees ernaar door een schuilnaam "Sieur de Simonville" te kiezen voor een van zijn werken. Aan het Franse hof was in de 17e en 18e eeuw het schenken en verkopen van sinecures, bisschoppelijke zetels en abdijen gebruikelijk. De koning kon, als hoofd van de Gallicaanse kerk een kerkelijk ambt, met de daarbij behorende inkomsten, aan gunstelingen en bondgenoten schenken, omdat de paus hem de bevoegdheid had gegeven over de kerkelijke ambten binnen Frankrijk te beschikken. De ambten werden ook verkocht. De scheiding tussen kerk en staat heeft hieraan een eind gemaakt.

## Simonie in de Europese kunst en literatuur

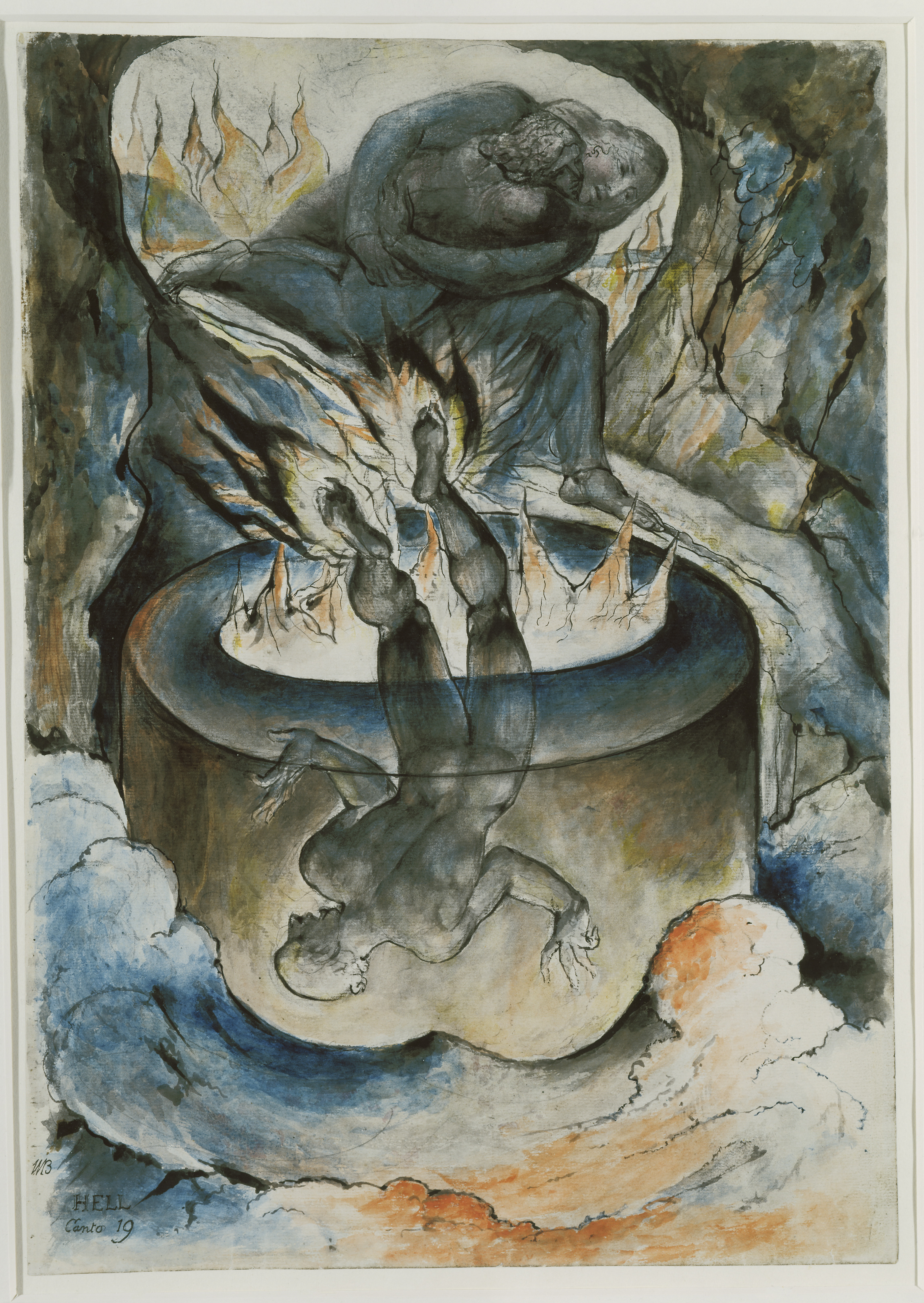
William Blake: De simonistische paus

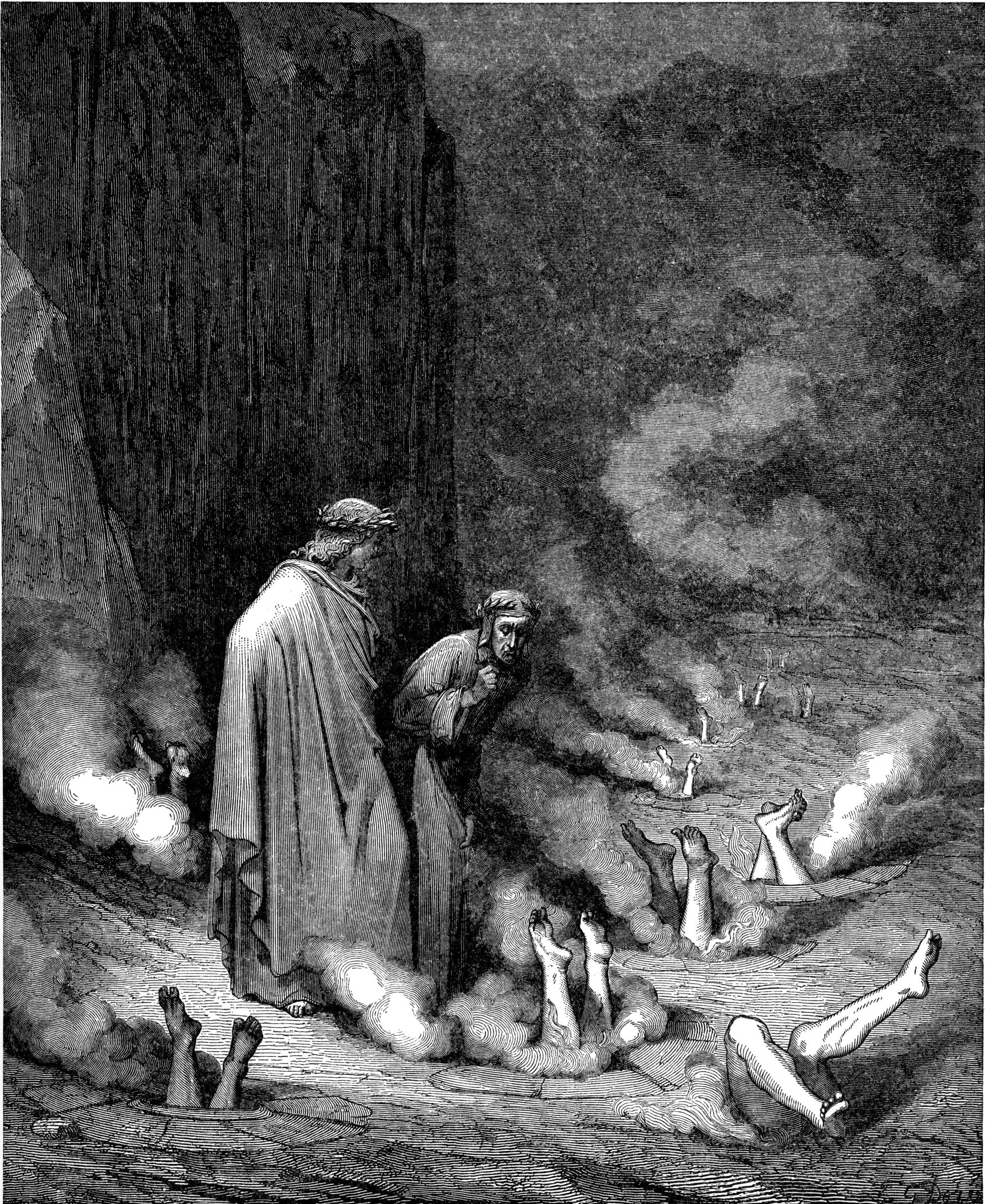
Gustave Doré: De achtste kring

Simonie heeft altijd weerzin opgewekt. Dante plaatst in zijn De goddelijke komedie de verkopers van kerkelijke ambten in de achtste, voor typisch menselijke en uit de rede voortkomende zonden, kring van zijn inferno. De simonisten delen hun plaats in de hel met fraudeurs, pooiers, verleiders, vleiers, tovenaars, corrupte politici en hypocrieten.
De simonisten worden in Dantes hel met hun hoofd, het onderdeel waarmee zij gezondigd hebben, in de grond ingegraven. Hun voeten steken omhoog. Dante gebruikte zijn Goddelijke Komedie als kritiek op tijdgenoten en hij gaat zover ook de regerende paus Bonifatius VIII in de achtste kring van de hel te plaatsen. Daar is ook Clemens V ondergebracht, een paus die in Avignon ging resideren en het Westers schisma, de "Babylonische ballingschap der pausen", veroorzaakte. De nog regerende paus Nicolaas III wordt ook in de hel verwacht.
Nicolaas is net als de anderen op zijn kop begraven, als bovenste van een hele stapel pausen. Van zijn voetzolen, die uit de grond steken, kringelt rook op. Uit deze positie bleek zijn status als ergste veroordeelde tot dan toe. Hij weet Dante nog mee te delen dat paus Clemens V eenzelfde lot wacht, omdat díe de ergste van allemaal zou zijn.
De pausen zijn in Dantes visioen op elkaar geplaatst. De laatst aangekomen paus neemt zijn plek boven aan de reeks in en drukt de anderen dieper naar beneden.
Het afbeelden van geestelijken die zich met hun hebzucht een plaats in de hel hadden verworven, was een manier om kritiek op de Kerk te uiten. De censuur maakte dat meestal onmogelijk maar op deze versluierde wijze kon dat wel.
In de late 18e eeuw illustreerde de Engelse visionair en kunstenaar William Blake de Goddelijke Komedie. De ondersteboven in een vurige put geplaatste mannelijke gestalte is een van de meest indringende afbeeldingen van zijn aan de hel gewijde reeks aquarellen. In het midden van de 19e eeuw heeft ook de Franse graveur en illustrator Gustave Doré afbeeldingen van de achtste kring van de hel gemaakt.

## Simonie in de Kerk van Engeland
De Engelse staatskerk, de Kerk van Engeland, heeft ook met simonie te maken gehad.
De Engelse bisschopszetels brachten in het verleden reusachtige inkomens met zich en daarom bestond het gevaar van oneigenlijke en onduidelijke benoemingsprocedures. De bisschoppen en hoge geestelijken werden door de Engelse koning, later in de praktijk door de Britse premier, benoemd. Simonie is in Engeland een vergrijp. Het wordt als een zaak voor de Kerk en de kerkelijke rechtbanken beschouwd. In het verleden was de sanctie dat de geestelijke zijn ambt verloor en dat het recht van collatie of patronage van de overtreders verloren ging.
Bekende gevallen van simonie zijn die van Thomas Watson, bisschop van St Davids in 1699 en die van de deken van York William Cockburn in 1841.
In 2003 werd de "Clergy Discipline Measure" aangenomen. Deze wet stelt een sanctie in de vorm van een boete van duizend pond en het annuleren van de benoeming vast. Het is mogelijk om de overtreder uit te sluiten van verdere benoemingen.

## Begripsverklaring
Simonie is niet gelijk aan nepotisme. Het mag ook niet worden verward met het saint-simonisme; dat is een filosofisch systeem. Ook het simonisme als deel van de Gnosis heeft met de simonie in de zin van de verkoop van kerkelijke ambten niet van doen.. Sommige historici waaronder Idris Pierce geloven dat het woord origineel is afgeleid van het Griekse woord "Sjimoon".